# Дарма и Грег
„Дарма и Грег“ (на английски: Dharma & Greg) е американски телевизионен ситком, излъчван в периода 1997–2002 г. по ABC.
Дарма (Джена Елфман) е дъщеря на хипита и инструктор по йога. Грег (Томас Гибсън) e представител на висшата класа, син на богати републиканци от Сан Франциско. Дарма и Грег се женят след първата си среща.
Шоуто се фокусира на брака им и компромисите в техния съвместен живот. Повечето от епизодите са снимани в или около Сан Франциско.

## Герои
- Дарма Свобода Монтгомъри, родена Финкълстийн (Джена Елфман) – е съпруга на Грег и дете на цветята. Тя е освободена до крайна степен, но също така може да прави компромиси и да прощава на други хора. Дарма насърчава Грег да търси щастието, вместо да търси начини да печели пари. Дължи много на Аби и Лари, които са я обучавали вкъщи. Тя е била ограничена в това да разбере повече за западната култура и много наивно и доверчиво се отнася към непознати. Името ѝ е понятие от индийската философия.

- Грегъри „Грег“ Монтгомъри (Томас Гибсън) – е съпругът на Дарма. Той е честен, стегнат, свестен, макар понякога изненадващ с идеите си мъж. Животът на Грег е бил прекалено банален, преди да срещне Дарма и да се ожени за нея. Оттогава той е човекът, който се опитва да предвижда ексцентричните постъпки на своята съпруга. Макар че неговите и роднините на Дарма са много различни и не се разбират, той никога не би си помислил да прекрати брака си. Винаги показва, че е възпитаник на Харвард.

- Катрин „Кити“ Монтгомъри (Сюзън Съливан) – е майката-снобка на Грег. Кити е представена като манипулативна, обичаща да контролира жена. Друга характерна черта е да съветва другите, когато мислят да направят нещо лошо. Принадлежаща към елита, тя първоначално не харесва това, че става роднина с Дарма и семейството ѝ.

- Едуард Монтгомъри (Мичъл Райън) – е ексцентричният баща на Грег. Начело на индустрията на Монтгомъри. Наричан е от бащата на Дарма „Ед“, а той от своя страна се обръща към него с Финкълстийн. Ед често пие мартини и скоч.

- Абигейл „Аби“ Кейтлин О'Нийл (Мими Кенеди) – е грижовната майка на Дарма, която насърчава дъщеря си и зет си да си родят деца. Макар че те имат голяма дъщеря и по-малък син, тя и Лари не са женени. Тя приема напълно Грег, въпреки че има непрестанни конфликти с неговите родители.

- Майрън Лоурънс „Лари“ Финкълстийн (Алън Рейчинс) – е бащата на Дарма. Той е стереотип на хората от шестдесетте, които винаги защитават някаква кауза. Лари пуши марихуана, но това не доказано напълно.

- Джейн (Шей Д'Лин) – е приятелка на Дарма. Тя обмисля неща за мъжете или измисля нещо дяволско. В хода на шоуто тя сменя цвета на косата си от кестеняв на червен, на рус. Тя и Дарма се срещат, когато търси нови приятели сред непознати. Дилън напуска сериала в края на четвъртия сезон, но пак се появява като гост в петия.

- Пийт Кавана (Джоел Мъри) – е един от приятели на Грег. Той е особено мързелив и е женен за Джейн за известно време. Неговият живот може да бъде разбран от интериора в апартамента му – масажиращ стол, малък хладилник и видео касети.

## „Дарма и Грег“ в България
В България сериалът започва излъчване по bTV през 2000 г.
По-късно повторенията са пуснати по Fox Life.
На 20 май 2010 г. започва повторно излъчване по bTV Comedy, всеки делничен ден от 18:00 с повторение от 11:00.
Ролите се озвучават от артистите Елена Бойчева, Христина Ибришимова, Васил Бинев и Георги Георгиев-Гого.
На 06 Септември 2024 г. започва повторно излъчване на сериала по Стар Лайф с разписание по 2 епизода всеки делничен ден от 18:00ч., на 18 Септември 2024 г. три епизода от 18:00 до 19:30, а от 19 Септември 2024 г. всеки делничен ден по 4 епизода от 18:00 до 20:00 часа. Промяна в озвучаващия екип няма.